# Лара Гут Бехрами
Лара Гут Бехрами (рођена 27. априла 1991) швајцарска је алпска скијашица. Такмичи се у свим дисциплинама осим у слалому. Специјалиста је за спуст и супервелеслалом. На Зимским олимпијским играма 2014. у Сочију освојила је бронзану медаљу у спусту.
У Светском купу дебитовала је 28. децембра 2007. године у такмичењу велеслалома у Лијенцу. У такмичењима Светског купа остварила је 29 победе а 55 пута се пласирала међу прве три. Освајила је мали кристални глобус у супервелеслалому у сезонама 2013/14.. и 2015/16., као и велики кристални глобус у сезони 2015/16.. Освајањем великог кристалног глобуса, постала је прва такмичарка из Швајцарске која је након сезоне 1994/95. победила у укупном поретку. На светским првенствима у алпском скијању освојила је три сребрне медаље. Течно говори италијански, немачки, француски, енглески и шпански језик. Отац јој је Швајцарац а мајка Италијанка.

## Кристални глобуси
| Сезона   | Дисциплина |
| -------- | ---------- |
| 2013/14. | Велеслалом |
| 2015/16. | Укупно     |
| 2015/16. | Велеслалом |

## Победе у Светском купу
24 победе – (7 у спусту, 12 у супервелеслалому, 4 у велеслалому и 1 у алпској комбинацији)
| Сезона    | Датум              | Место               | Дисциплина         |
| --------- | ------------------ | ------------------- | ------------------ |
| 2008/09.. | 20. децембар 2008. | Санкт Мориц         | Супервелеслалом    |
| 2010/11.. | 9. јануар 2011.    | Алтенмаркт          | Супервелеслалом    |
| 2012/13.. | 14. децембар 2012. | Вал д'Изер          | Спуст              |
| 2013/14.. | 26. октобар 2013.  | Зелден              | Велеслалом         |
| 2013/14.. | 29. новембар 2013. | Бивер Крик          | Спуст              |
| 2013/14.. | 30. новембар 2013. | Бивер Крик          | Супервелеслалом    |
| 2013/14.. | 8. децембар 2013.  | Лејк Луиз           | Супервелеслалом    |
| 2013/14.. | 26. јануар 2014.   | Кортина д'Ампецо    | Супервелеслалом    |
| 2013/14.. | 12. март 2014.     | Ленцерхајде         | Спуст              |
| 2013/14.. | 13. март 2014.     | Ленцерхајде         | Супервелеслалом    |
| 2014/15.. | 7. децембар 2014.  | Бивер Крик          | Супервелеслалом    |
| 2014/15.. | 25. јануар 2015.   | Санкт Мориц         | Спуст              |
| 2015/16.. | 27. новембар 2015. | Аспен               | Велеслалом         |
| 2015/16.. | 18. децембар 2015. | Вал д'Изер          | Алпска комбинација |
| 2015/16.. | 19. децембар 2015. | Вал д'Изер          | Спуст              |
| 2015/16.. | 28. децембар 2015. | Лијенц              | Велеслалом         |
| 2015/16.. | 7. фебруар 2016.   | Гармиш-Партенкирхен | Супервелеслалом    |
| 2015/16.. | 19. фебруар 2016.  | Ла Туј              | Спуст              |
| 2016/17.. | 22. октобар 2016.  | Зелден              | Велеслалом         |
| 2016/17.. | 4. децембар 2016.  | Лејк Луиз           | Супервелеслалом    |
| 2016/17.. | 18. децембар 2016. | Вал д'Изер          | Супервелеслалом    |
| 2016/17.. | 22. јануар 2017.   | Гармиш-Партенкирхен | Супервелеслалом    |
| 2016/17.. | 28. јануар 2017.   | Кортина д'Ампецо    | Спуст              |
| 2017/18.. | 21. јануар 2018.   | Кортина д'Ампецо    | Супервелеслалом    |